# Wahlbezirk Böhmen 33
Der Wahlbezirk Böhmen 33 war ein Wahlkreis für die Wahlen zum Abgeordnetenhaus im österreichischen Kronland Böhmen. Der Wahlbezirk wurde 1907 mit der Einführung der Reichsratswahlordnung geschaffen und bestand bis zum Zusammenbruch der Habsburgermonarchie.

## Geschichte
Nachdem der Reichsrat im Herbst 1906 das allgemeine, gleiche, geheime und direkte Männerwahlrecht beschlossen hatte, wurde mit 26. Jänner 1907 die große Wahlrechtsreform durch Sanktionierung von Kaiser Franz Joseph I. gültig. Mit der neuen Reichsratswahlordnung schuf man insgesamt 516 Wahlbezirke mit je einem zu wählenden Abgeordneten, die durch Direktwahl mit allfälliger Stichwahl bestimmt wurden. Der Wahlkreis Böhmen 31 umfasste die Städte, Märkte und Gemeinden Deutschbrod, Polná, Humpoletz, Chotěboř, Pribyslau, Pilgram, Patzau, Pocatek, Wlasim, Ledeč, Hlinsko, Trhowkamenitz. Aus der Reichsratswahl 1907 ging Karel Kramář von den Jungtschechen als Sieger hervor. Er wurde bei der Reichsratswahl 1911 von seinem Parteikollegen Eduard Šubrt abgelöst.

## Wahlen
Die Reichsratswahl 1907 wurde am 14. Mai 1907 (erster Wahlgang) sowie am 23. Mai 1907 (Stichwahl) durchgeführt.

### Reichsratswahl 1907

#### Erster Wahlgang
| Kandidat                                                              | Partei                                  | Wahlkreisstimmen | Prozent |
| --------------------------------------------------------------------- | --------------------------------------- | ---------------- | ------- |
| Karel Kramář                                                          | Jungtschechen                           | 3789             | 45,4 %  |
| František Smitek                                                      | Tschechische Sozialdemokratische Partei | 3482             | 41,7 %  |
| Slabý                                                                 | Tschechische staatsrechtliche Partei    | 763              | 9,1 %   |
| Horalek                                                               | Klerikale Partei                        | 274              | 3,3 %   |
|                                                                       | Sonstige Parteien                       | 24               | 0,3 %   |
| Wahlberechtigte: 9792, Ungültige Stimmen: 24, Wahlbeteiligung: 85,5 % |                                         |                  |         |

#### Stichwahl
| Kandidat                                                              | Partei                                  | Wahlkreisstimmen | Prozent |
| --------------------------------------------------------------------- | --------------------------------------- | ---------------- | ------- |
| Karel Kramář                                                          | Jungtschechen                           | 5438             | 63,7 %  |
| František Smitek                                                      | Tschechische Sozialdemokratische Partei | 3097             | 36,3 %  |
| Wahlberechtigte: 9819, Ungültige Stimmen: 37, Wahlbeteiligung: 87,3 % |                                         |                  |         |

### Reichsratswahl 1911
Die Reichsratswahl 1911 wurde am 13. Juni 1911 durchgeführt. Die Stichwahl entfiel auf Grund der absoluten Mehrheit von Eduard Šubrt im ersten Wahlgang.
| Kandidat                                                                | Partei                                  | Wahlkreisstimmen | Prozent |
| ----------------------------------------------------------------------- | --------------------------------------- | ---------------- | ------- |
| Eduard Šubrt                                                            | Jungtschechen                           | 4583             | 50,7 %  |
| Antonín Novák                                                           | Tschechische Sozialdemokratische Partei | 3240             | 35,8 %  |
| Karel Brož                                                              | Christlichsoziale Partei                | 657              | 7,3 %   |
| Ernst Rosa                                                              | Realist                                 | 514              | 5,7 %   |
|                                                                         | Sonstige                                | 45               | 0,5 %   |
| Wahlberechtigte: 10.488, Ungültige Stimmen: 31, Wahlbeteiligung: 86,5 % |                                         |                  |         |